# Willy Cauwelier

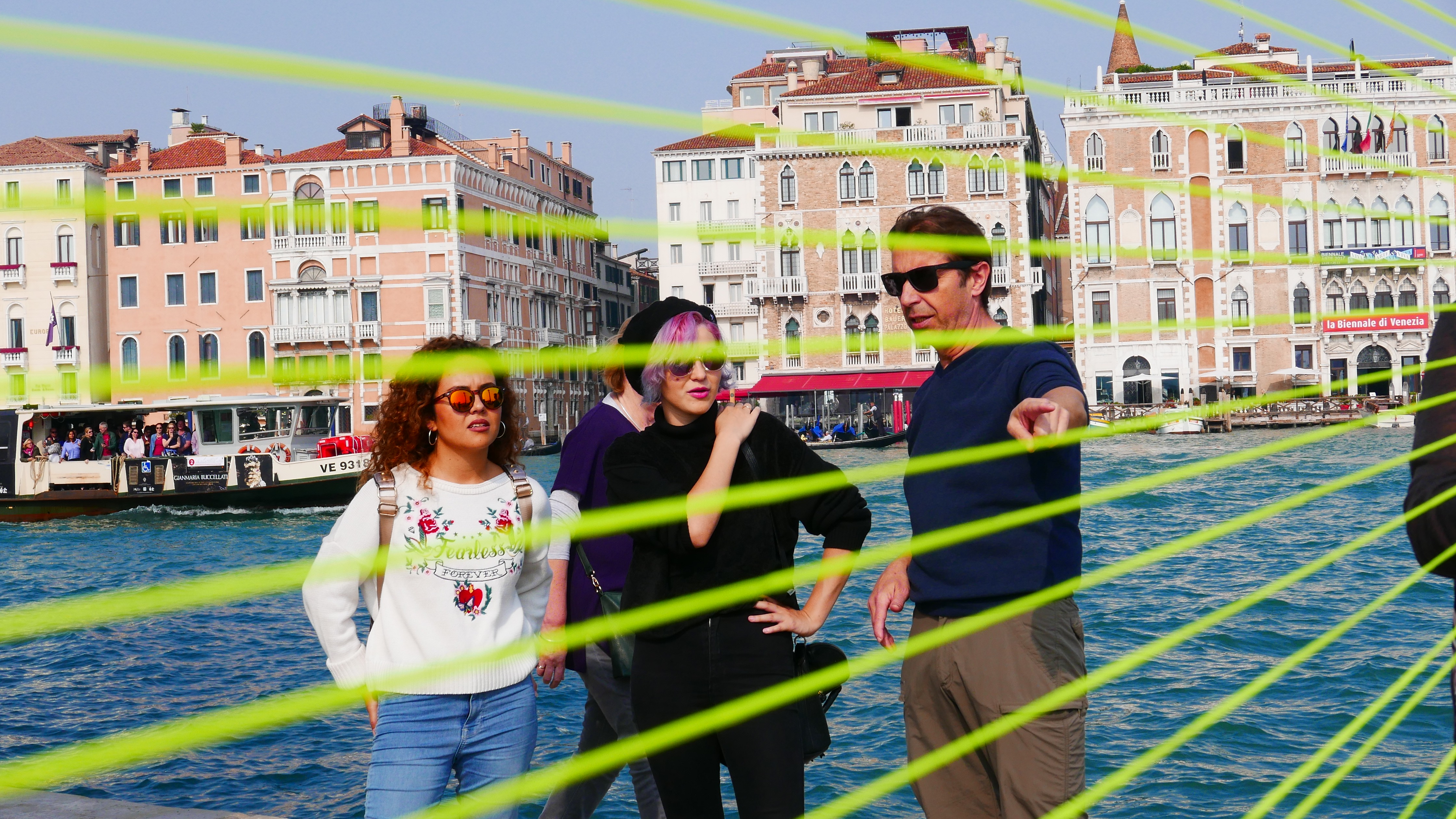
Willy Cauwelier, start Art Meridian Project, Punta Della Dogana, Venetië, 2017

Willy Cauwelier (Roeselare, 1954) is een Belgische beeldend kunstenaar en ontwerper, bekend om zijn conceptuele kunstwerken en projecten die vaak de relatie tussen kunst en geografie verkennen.

## Biografie
Cauwelier volgde van 1974 tot 1976 een opleiding aan de academie in Roeselare en studeerde vervolgens Monumentale Kunsten aan de Koninklijke Academie voor Schone Kunsten in Gent van 1976 tot 1980, met een specialisatie in beeldhouwkunst. In 1980 werd hij laureaat van de Provinciale Prijs West-Vlaanderen voor niet-multipliceerbare kunstvormen en ontving hij een werkbeurs van het Ministerie van Cultuur.

## Belangrijkste werken
- Persvrijheid (1995): Een beeldhouwwerk voor het Infocentrum van de Stad Roeselare, gerealiseerd na het winnen van een wedstrijd.

- Distributie (1998): Een kunstwerk voor de exploitatiezetel van Gaselwest-Electrabel in Kortrijk, eveneens het resultaat van een gewonnen wedstrijd.

- Geïntegreerd Kunstwerk (2002): Een geïntegreerd kunstwerk voor het rust- en verzorgingstehuis Sint-Henricus in Rumbeke.

- Project REVUE  (1981/1998/2008/2012): Een reeks overzichtstentoonstellingen op locaties zoals de tuin van het Permekemuseum in Jabbeke, Galerij ’t Punt in Roeselare en The White Cube in Roeselare.

- Wind en de Elementen (1997/1999): projecten gepresenteerd op de zeedijk van Middelkerke.[2]

## The Art Meridian Project
Een van Cauwelier's meest ambitieuze ondernemingen is "The Art Meridian Project". Geïnspireerd door de lichtmeridiaan 3°7’45” OL die door Muze’um L in Rumbeke loopt, besloot hij een kunstmeridiaan te creëren die door zijn eigen atelier loopt. Dit project bracht hem met zijn ligfiets door verschillende Europese landen, waaronder Duitsland, Nederland, Frankrijk, Zwitserland, Oostenrijk, Liechtenstein, Zweden en Denemarken. Tijdens deze reizen nodigde hij voorbijgangers uit om deel te nemen aan zijn kunstproject, waarbij hij lijnen op de meridiaan tekende en gesprekken aanging met deelnemers. De ervaringen en ontmoetingen tijdens deze reizen werden gedocumenteerd en tentoongesteld in Muze’um L.

## La Chose
Samen met Gerrie Roels runt Cauwelier "La Chose", een kunst- en designlaboratorium gevestigd in Roeselare. Hier werken ze aan op maat gemaakte kunst- en designprojecten die variëren van artistieke installaties tot functionele ontwerpen.

## Tentoonstellingen
Cauwelier's werk is te zien geweest in zowel individuele als groepstentoonstellingen sinds 1978. Zijn kunstwerken maken deel uit van openbare ruimtes en privécollecties. In 2024 werd een tentoonstelling van zijn "Kunstmeridiaan" project gehouden in Muze’um L, waar de visuele weergave van zijn avonturen door Europa werd gepresenteerd.

## Externe Links
- www.lachose.be